# Al B. Sure!
Al B. Sure!, pseudonimo di Albert Joseph Brown III (Boston, 4 giugno 1968), è un cantante, compositore e produttore discografico statunitense.

## Biografia
Cresciuto a Mount Vernon, ha goduto di un breve periodo di fama, sul finire degli anni ottanta, come uno dei massimi esponenti di quello che viene definito new jack swing, uno stile musicale basato sulla commistione di R&B, soul e hip hop. Il nome d'arte da lui scelto è uno slang della frase I'll be sure.
Il suo album di debutto In Effect Mode (1988), che includeva la hit "Nite and Day", ha venduto più di 2 milioni di copie, mantenendo il primo posto nella classifica r&b della rivista musicale Billboard per sette settimane consecutive. Nel 1987, Quincy Jones scelse Al come il primo vincitore del suo concorso per nuovi talenti "Sony Innovators". In seguito, Al continuò la collaborazione a diversi progetti con Jones; quello degno di maggior nota è sicuramente il singolo (disco di platino in USA) "The Secret Garden (Sweet Seduction Suite)" tratto dal celebre lavoro di Quincy Jones "Back on the Block". Ad affiancare Al B. Sure! nel brano c'erano Barry White, El DeBarge e James Ingram.
Al B. Sure! ha ricevuto numerose nomination ai Grammy e agli American Music Award, vincendo quest'ultimo premio come migliore artista r&b esordiente; ottenne anche diverse nomination ai Soul Train Awards, vincendo il riconoscimento come miglior artista esordiente, parecchi New York Music Awards e più di 30 premi dell'ASCAP (una specie di SIAE americana) come autore e compositore di canzoni. Inoltre ha aperto una sua linea telefonica "900", destinata ai suoi fans, la quale gli ha generato introiti terzi per entità dietro solo alla boy band New Kids on the Block e ai Run DMC.
Come autore e produttore, Al ha generato parte della musica più ispirata ed innovativa di oggi, incluso il lancio discografico del gruppo dei Jodeci e del giovanissimo talento r&b Tevin Campbell (già protêgè di Quincy Jones). L'imposizione a livello mondiale, da parte di Al, dell'album multiplatino dei Jodeci ha lanciato Al B. Sure! come uno dei maggiori produttori/compositori nella storia del business musicale. A lui è da accreditare inoltre il lancio sulla scena musicale di molti artisti r&b come Faith Evans, Dave Hollister, Case ed Usher.

## Vita privata
Al B. Sure! ha due figli, Albert IV e Quincy, nati dalla relazione con Kimberly Porter ed un figlio, Devin, da una donna, che si ritiene essere di Atlanta e chiamarsi Tanya.

## Discografia

### Album in studio
- 1988 – In Effect Mode
- 1990 – Private Times...and the Whole 9!
- 1992 – Sexy Versus
- 2009 – Honey I'm Home

### Raccolte
- 2003 – The Very Best of Al B. Sure!

### Singoli
Come artista principale
- 1988 – Nite and Day
- 1989 – Off on Your Own (Girl)
- 1989 – Killing Me Softly
- 1989 – Rescue Me
- 1989 – If I'm Not Your Lover (feat. Slick Rick)
- 1989 – Somebody for Me (Heavy D & the Boyz feat. Al B. Sure!)
- 1990 – Misunderstanding
- 1990 – Had Enuf
- 1991 – No Matter What You Do (feat. Diana Ross)
- 1992 – Right Now
- 1992 – U & I
- 1992 – Natalie
- 1993 – I Don't Wanna Cry
- 2009 – I Love It (Papi Aye, Aye, Aye)

Come artista ospite
- 1990 – The Secret Garden (Sweet Seduction Suite) (Quincy Jones feat. Al B. Sure!, Barry White, El DeBarge e James Ingram)
- 1993 – Black Tie White Noise (David Bowie feat. Al B. Sure!)